# Prieroser Mühle

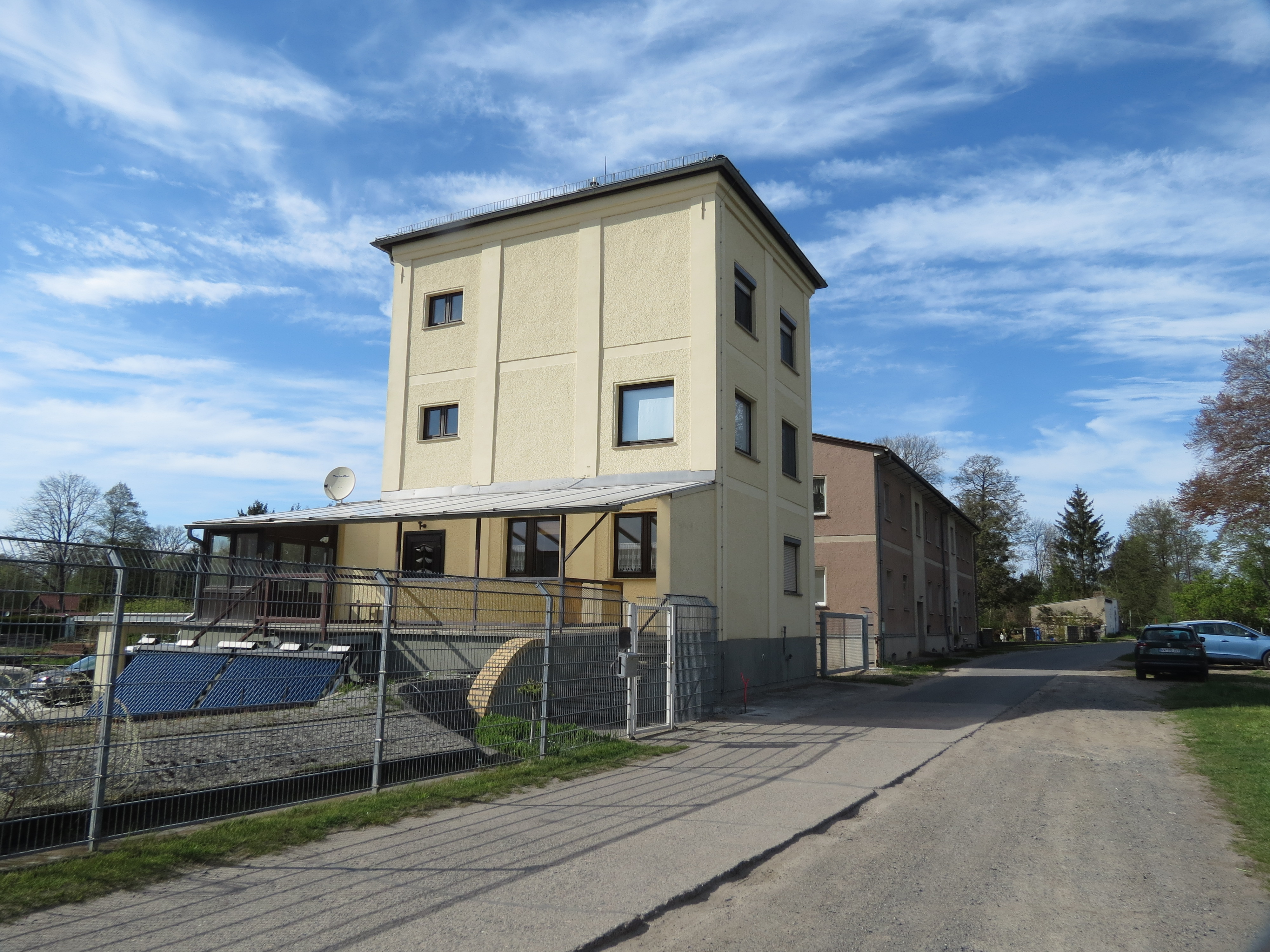
Ehemalige Mühlengebäude, jetzt Wohnungen

Prieroser Mühle ist ein Wohnplatz im Ortsteil Prieros der Gemeinde Heidesee im Landkreis Dahme-Spreewald (Brandenburg). Der ursprüngliche Kern des Wohnplatzes, eine Wassermühle an der Dahme wurde 1321 zum ersten Mal urkundlich erwähnt.

## Lage
Der Wohnplatz Prieroser Mühle liegt knapp 900 Meter südöstlich vom Ortskern von Prieros an der Dahme. Er ist inzwischen durch Bebauung entlang der Straße Mühlendamm kontinuierlich mit dem Ortskern verbunden. Die Prieroser Mühle liegt am linken Ufer der hier nahezu in Ost-West-Richtung verlaufenden Dahme. Der Name Prieroser Mühle wurde außerdem auch auf die Bebauung auf dem gegenüber liegenden Dahmeufer ausgedehnt, die den wesentlich größeren Teil des Wohnplatzes ausmacht (Mühlenweg, Am Mühlenweg und Cottbuser Straße).

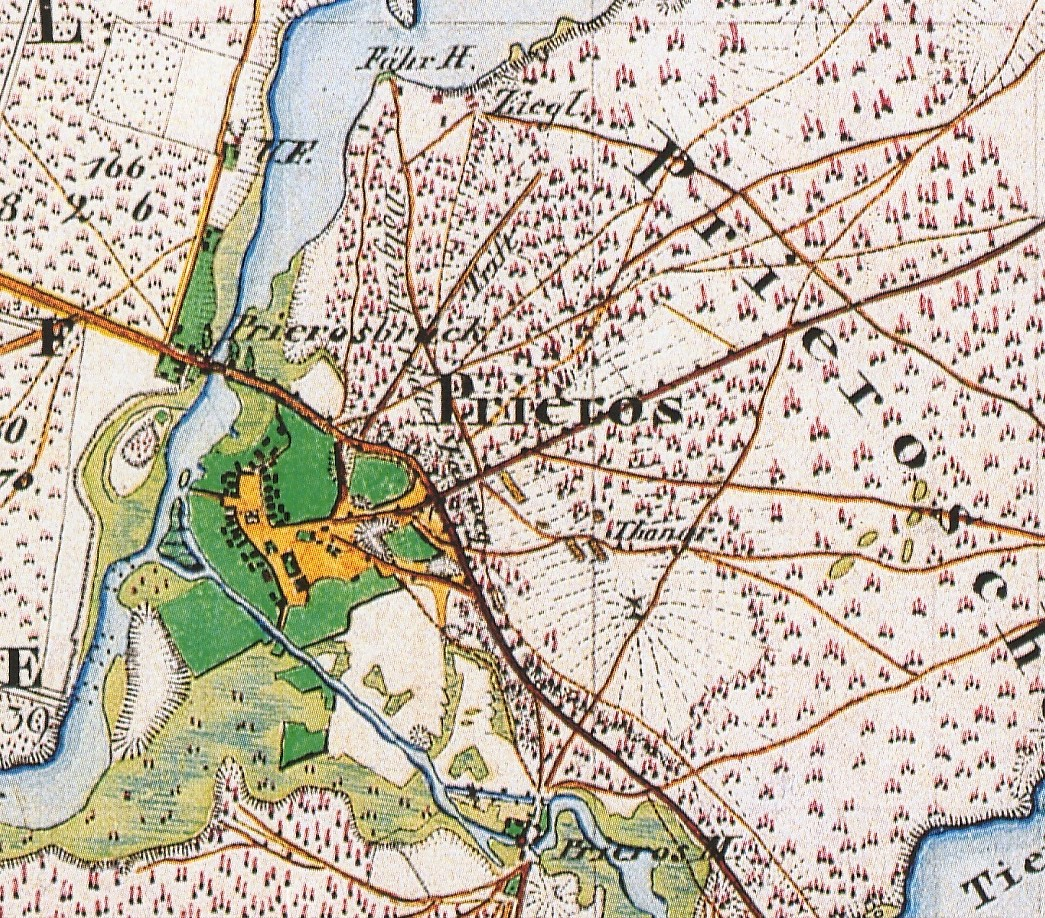
Prieros, Prieroser Mühle und Prierosbrück auf dem Urmesstischblatt 3748 Friedersdorf von 1841 mit altem Dahmeverlauf

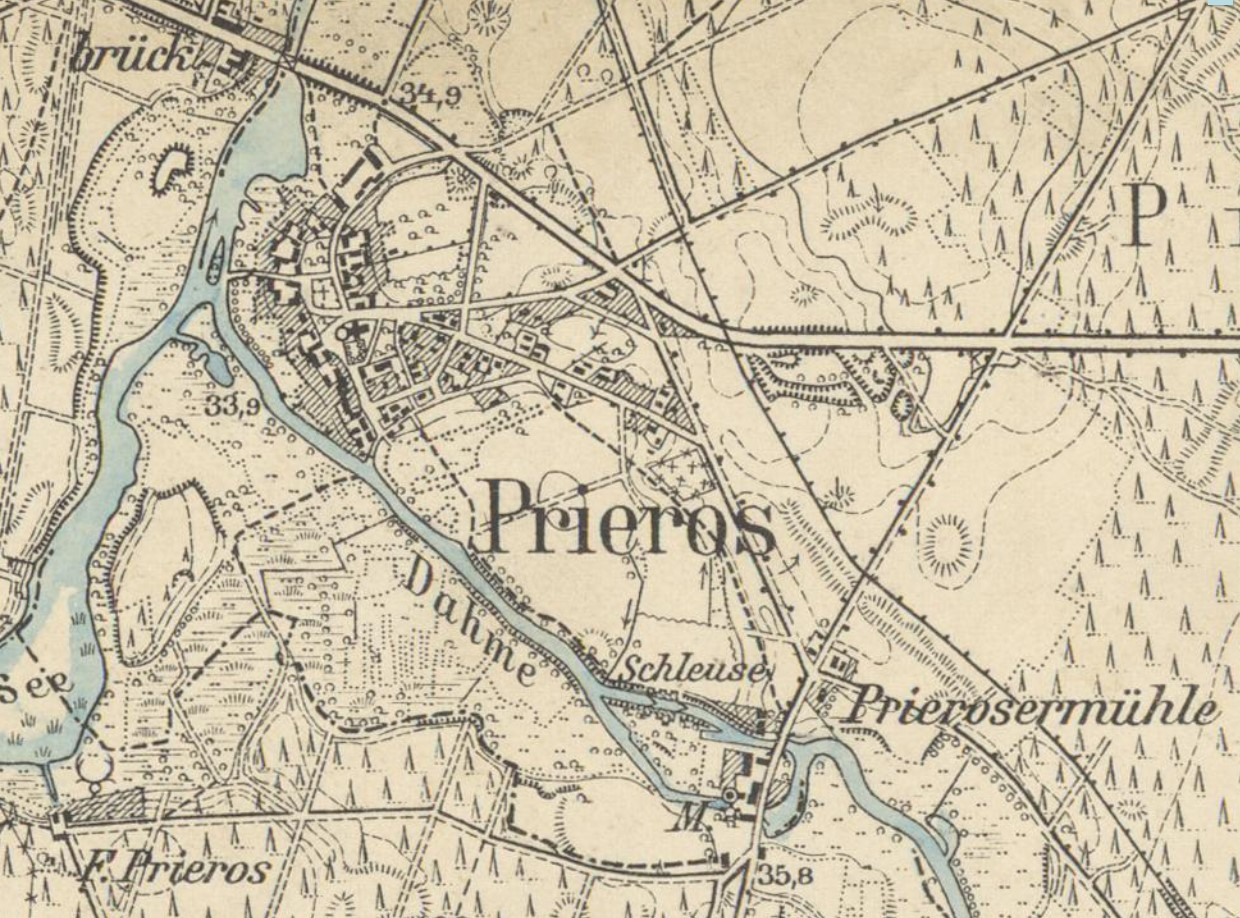
Prieros, Prieroser Mühle und Prierosbrück auf dem Messtischblatt 3748 Friedersdorf von 1903 (Aufnahme des Kartenblatts 1901)

## Geschichte
Die Prieroser Mühle bzw. der Mühlenstandort ist sehr alt, eine erste urkundliche Nennung erfolgte bereits 1321. Der damalige Herr von Beeskow (und Storkow) Reinhard von Strehle, belehnte am 23. April 1321 den Knappen Otto von Wüstenhagen mit einem freien Hof im Dorf Selchow mit dem Zubehör zum Hof, und der Mühle zu Prieros. 1440 erhielt Melchior von Wüstenhagen von Friedrich von Bieberstein die Belehnung mit der Prieroser Mühle. Mit der Mühle zu Prieros war die Bierschankgerechtigkeit und der Dammzoll verbunden. Nach der Angabe im Historischen Ortslexikon blieben die Mühle und das Dorf Selchow im Besitz der von Wüstenhagen bis mindestens 1443. Nach Wohlbrück verkauften die Brüder Valtin, Hans und Peter von Wüstenhagen die Prieroser Mühle 1554 für 1.000 Gulden an Asmus von der Liepe.  Nach einer Notiz in Eickstedt's Beiträge zu einem neueren Landbuch der Marken Brandenburg gehörte die Prieroser Mühle 1555 Asmus von der Liepe; er hatte sie kurz zuvor von den von Wüstenhagen gekauft.
Die Prieroser Mühle war eine Mahlzwangsmühle, „Mahlgäste“ in der Prieroser Mühle waren die Bewohner der Dörfer Prieros, Selchow, Streganz, Dolgenbrodt, Bindow, Friedersdorf und Wolzig. Sie mussten ihr Korn in der Prieroser Mühle mahlen lassen.
1556 erhielten die von der Liepe zu Groß Schauen die Belehnung mit der Mühle. Um 1600 war die Prieroser Mühle eine Mahl- und Schneidemühle. Im Jahr 1641 kam die Mühle in den Besitz des Amtes Storkow. Bereits 1692 wird die Prieroser Mühle als Wassermühle mit 2 Gängen und Schneidemühle beschrieben. Bei Friedersdorf wurde 1694 eine Windmühle erbaut. Die Friedersdorfer mussten ihr Korn nun nicht mehr in der Prieroser Wassermühle mahlen lassen und schieden als Zwangsmahlgäste aus. 1695 wurde die Mühle vom Amt Storkow wieder verkauft. Für das Jahr 1709 ist belegt, dass der Müller die Unterhaltspflicht für die Brücke über die Dahme bei der Mühle hatte. Dafür bekam der Müller freies Holz zum Unterhalt der Mühle und der Brücke aus dem Colpinschen Forst-Distrikt des Amtes Storkow.
Der Müller Gottfried Groch kaufte die Prieroser Mühle 1731. Nach seinen Angaben war die Mühle zu diesem Zeitpunkt unbrauchbar. Groch ist auch 1739 als Müller der Prieroser Mühle nachgewiesen. 1750 ist die Prieroser Mühle wiederum als Getreidemahlmühle mit zwei Gängen beschrieben, die mit einer Schneidemühle kombiniert war. 1751 erhielt Mühlenmeister Gottlob Henning einen Erbpachtkontrakt über ein in der Nähe der Mühle zu Prieros gelegenes Ackerstück. 1783 wurde das Mühlengebäude abgerissen und neu gebaut. 1787 brannte die Mühle mit Nebengebäuden ab. Dabei kam auch der sechsjährige Sohn des Müllers um.
Im Jahr 1806 wurden an der Prieroser Mühle ein Pegel gesetzt um den Wasserstand kontrolliert zu regulieren. Ein Jahr später beschwerte sich allerdings der Müller Kressel zu Prieros über den ihm vom Bauinspektor Clemens vorgeschriebenen, an der Prieroser Mühle zu haltenden Wasserstand. Im Jahr 1823 wurde der Mahlzwang für die Orte Prieros, Selchow, Streganz, Dolgenbrodt, Bindow und Wolzig aufgehoben. Mühlenmeister Kressel erhielt eine finanzielle Entschädigung. Ab 1827 wurde bei der Prieroser Mühle eine Schleusenabgabe erhoben. Ab 1832 musste Müller Kressel die Prieroser Mühle krankheitshalber auf sechs Jahre verpachten. Zum Mühlenbetrieb gehörte eine Getreidemühle mit drei Gängen, eine Schneidemühle, eine Windmühle, Gärten und Wiesen, die jährlich etwa 300 Zentner Heu einbrachten. Die Gebäude und die Einrichtung der Mühle war im besten Zustand. Die jährlichen Abgaben betrugen etwa 500 Taler. Nur wenige Monate später ist Mühlenmeister Kressel gestorben. Im Juni 1832 versuchten die Vormünder der beiden minderjährigen Geschwister Kressel die Prieroser Mühle zu verpachten. Die Windmühle stand auf einem Hügel, nordöstlich der Wassermühle, der heute bereits durch Gebäude des Wohnplatzes Prieroser Mühle überbaut ist. Zur Geschichte dieser Windmühle ist nichts bekannt.

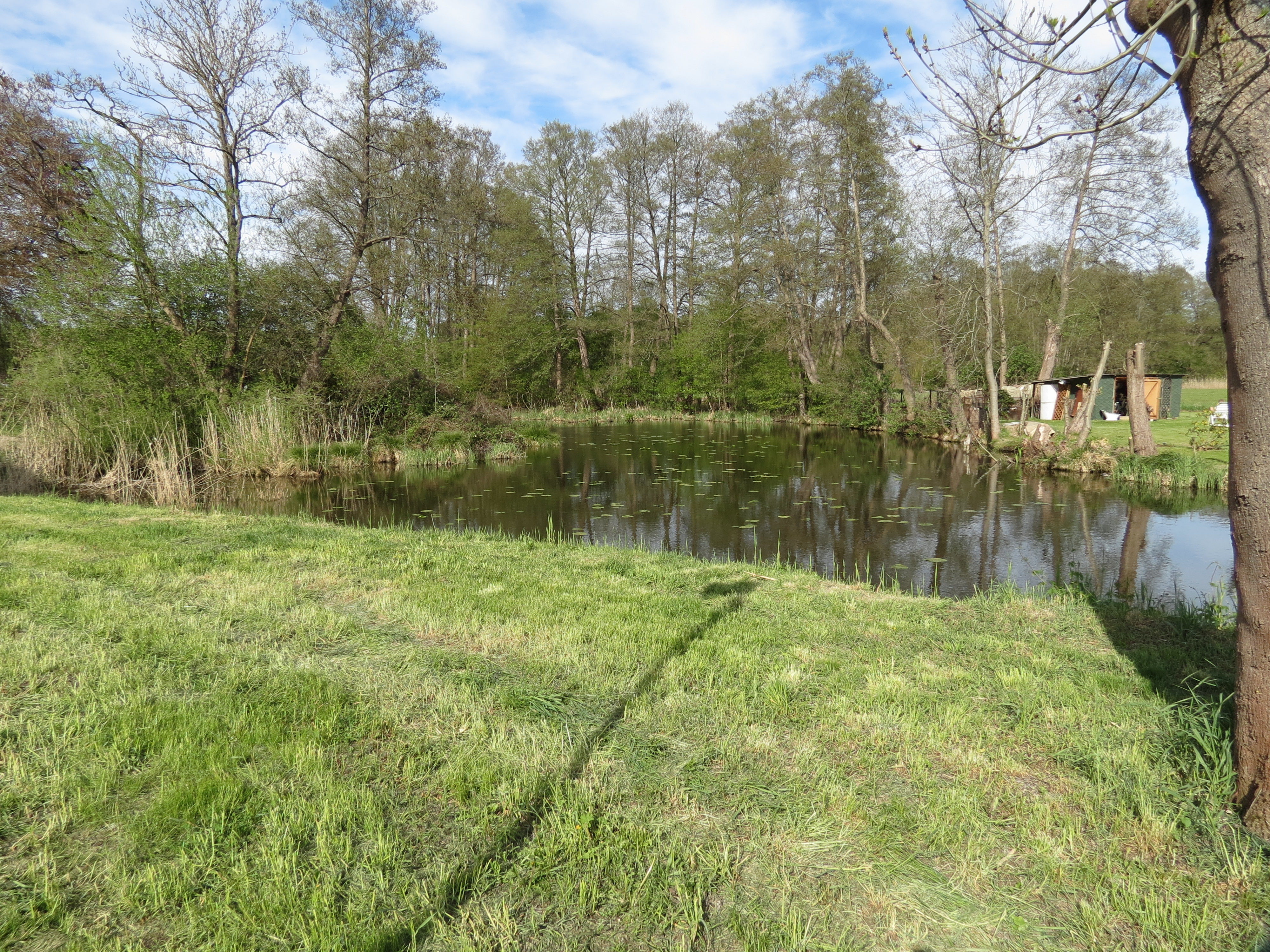
Mühlenteich

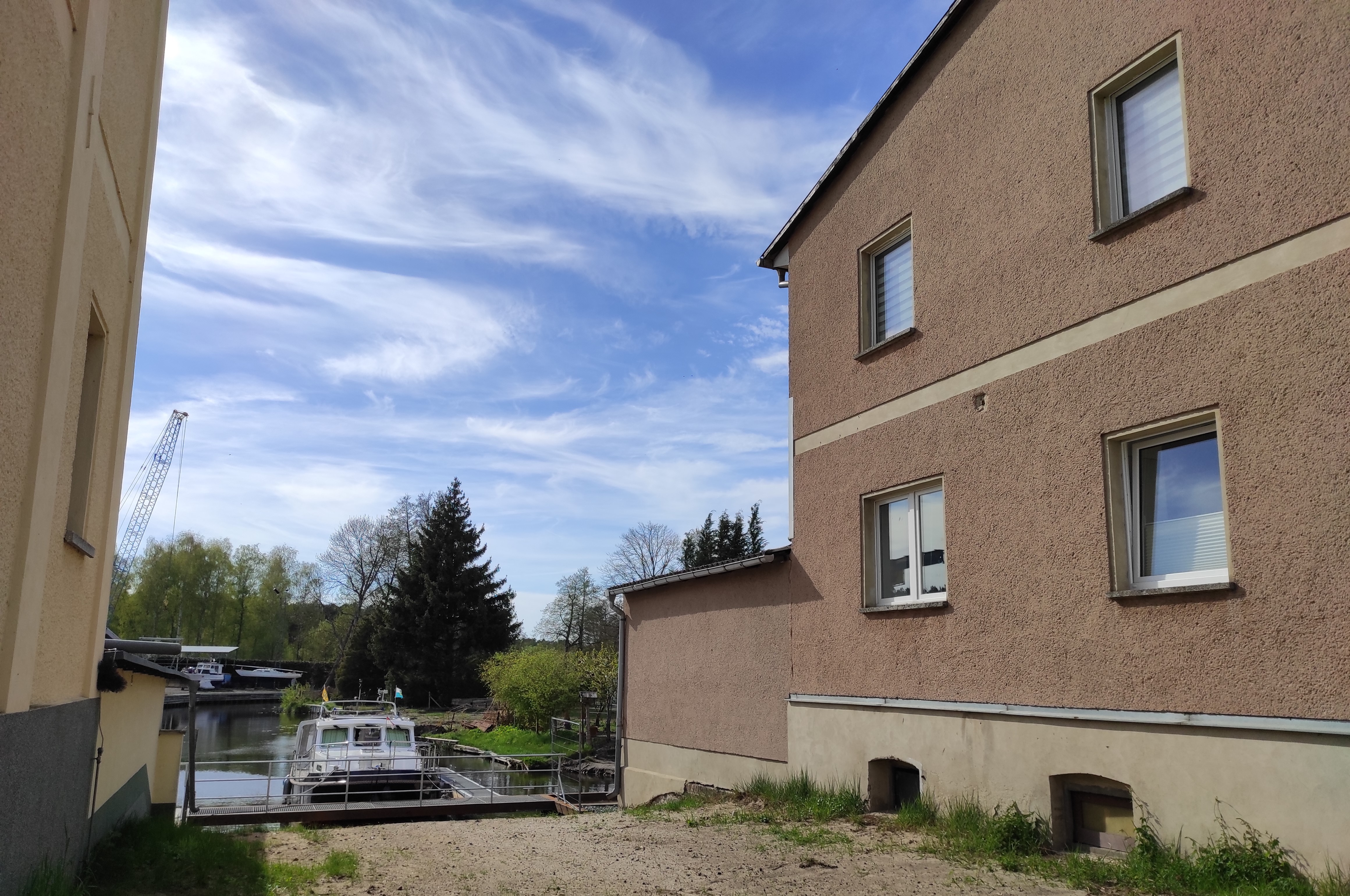
Ehemaliges Gerinne mit Ablauf im Hintergrund. Dies war das ursprüngliche Bett der Dahme

1852 wurde der Erbpachtskanon, die Erbpachtabgaben, die die Müllerin Petschelt an das Amt Storkow zu leisten hatte, abgelöst. 1858 wurde allerdings auch die Brennholzberechtigung des Friedrich Gottlieb Petschelt im Forstrevier Alt Schadow von Seiten des Amtes abgelöst. 1855 prozessierte Mühlenbesitzer Friedrich Gottlieb Petschelt gegen die Hofkammer des Hohenzollerschen Hausfideikommiß wegen Hütungsrechten. Er war 1861 Wahlmann im Wahlkreis Beeskow-Storkow-Teltow. Die Prieroser Mühle war damals eine Getreidemahlmühle kombiniert mit einer Sägemühle.
Die Prieroser Mühle hatte 1871 ein Wohnhaus mit 12 Bewohnern. Der Müller Carl Petschelt von der Prieroser Mühle war 1879 unter den Wahlmännern des Wahlkreises Teltow-Beeskow-Storkow-Charlottenburg 1894 wurde die Prieroser Mühle vom Kreis Teltow angekauft, und die Stauziele wurden erhöht;3,05 m im Winter, 2,70 m im Sommer, und 2,55 m Mindeststau. 1895 wurden die Schleusenrechte der Neumühle bei Königs Wusterhausen und der Prieroser Mühle abgelöst und stattdessen Schleusenwärter eingestellt. Damals standen schon vier Wohnhäuser im Wohnplatz Prieroser Mühle.
Um 1900 erhielt die Mühle als Hilfsantrieb eine Dampfmaschine. Für 1918 ist ein Mühlenbesitzer Wilhelm Schmidt belegt (bzw. die Firma C. Petschelt Nachf.), der damals die Eintragung der Fischereirechte und der Wasserein- und -ableitungsrechte beantragte. 1925 beantragten eine Reihe von Personen die Eintragung ihrer innegehabten Fischereirechte in der Dahme.
Im Jahr 1928, andere Quellen nennen 1926, wurde der Getreidemahlbetrieb eingestellt. Danach war die Prieroser Mühle nur noch Schneidemühle. 1941 wurde sie völlig stillgelegt. Die Mühlengebäude sind heute zu Wohnungen umgebaut.

## Mühlengebäude und wasserbauliche Anlagen
Die Mühlengebäude (Mühlendamm 8/8a) sind, wenn auch zu Wohngebäuden umgebaut, noch erhalten. Die wasserbaulichen Anlagen sind noch gut zu erkennen. Der heutige Dahmelauf war ursprünglich der Umfluter, während das ursprüngliche Bett der Dahme heute im ehemaligen Mühlenteich endet. Der Dahmelauf führte ursprünglich zwischen den Gebäuden hindurch. Nach der Verlegung der Dahme war dieser Wasserlauf nur noch das Gerinne zum Mühlrad. Dieses ehemalige Gerinne ist von der Straße an und zwischen den beiden ehemaligen Mühlengebäuden zugeschüttet, jedoch im Ablauf, dem ursprünglichen Dahmebett, wieder erhalten.
Ein noch älterer Dahmelauf ist durch die Gemarkungsgrenze dokumentiert. Die Dahme macht deutlich vor dem Dorf einen Knick und floss weiter südlich beim Forsthaus Prieros in den Huschtesee.

## Wirtschaft
Heute sind im Wohnort Prieroser Mühle eine Werft für Sportjachten und ein Zimmereibetrieb angesiedelt.

## Liste der Müller (Übersicht)
- 1731, 1739 Gottfried Groch[9]
- 1751 Mühlenmeister Gottlob Henning[10]
- 1807 bis 1832 Müller Kressel[12][16]
- 1852 Peschelt, Müllerin[17]
- 1855, 1858, 1861 Friedrich Gottlieb Petschelt[18][19][20]
- 1879 Carl Petschelt[23]
- 1900 Petschelt[29]
- 1918 Wilhelm Schmidt (Firma C. Petschelt Nachf.)[26]
- 1935 Carl Petschelt Nachf.[30]